# Gare de Poitiers
Gare de Poitiers – stacja kolejowa w Poitiers, w regionie Nowa Akwitania, we Francji. Znajdują się tu 3 perony.